# Aphoebantus desertus
Aphoebantus desertus är en tvåvingeart som beskrevs av Daniel William Coquillett 1891. Aphoebantus desertus ingår i släktet Aphoebantus och familjen svävflugor. Inga underarter finns listade i Catalogue of Life.